# Atalaia do Campo
Atalaia do Campo era una freguesia portuguesa del municipio de Fundão, distrito de Castelo Branco.

## Localización
Situada en la zona meridional del municipio de Fundão, cerca del límite con el de Castelo Branco.

## Historia
Atalaia do Campo, llamada por entonces Atalaia da Beira, fue vila y sede de municipio desde 1570 hasta comienzos del siglo XIX, cuando fue integrada en el municipio de Alpedrinha, que a su vez fue absorbido por el de Fundão en 1855.
Fue suprimida el 28 de enero de 2013, en aplicación de una resolución de la Asamblea de la República portuguesa promulgada el 16 de enero de 2013 al unirse con la freguesia de Póvoa de Atalaia, formando la nueva freguesia de Póvoa de Atalaia e Atalaia do Campo.

## Demografía
Afectada por un intenso proceso de despoblación desde mediados del siglo XX, la freguesia llegó a tener 1358 habitantes en 1960 y aún conservaba 811 en 1981, teniendo en el último censo antes de su supresión (2011) 546 habitantes.

## Patrimonio
En el patrimonio histórico-artístico de la extinta freguesia destaca el pelourinho, símbolo de su antigua autonomía municipal, erigido a finales del siglo XVI, pero con elementos decorativos de estilo manuelino, ya anacrónicos en esa época.